# UGM-133 Trident II
UGM-133 Trident II är en ubåtsbaserad ballistisk robot.
Roboten består av tre fastbränsle raketsteg och bär upptill 12 stridsspetsar.
Fjorton ubåtar av Ohio-klassen är bestyckade med 24 stycken Trident II robotar vardera.
Även de fyra brittiska ubåtarna av Vanguard-klassen är bestyckade med 16 stycken Trident II robotar vardera.

## Framtid
De planerade ubåtarna av den amerikanska Columbia-klassen och den brittiska Dreadnought-klassen kommer bestyckas med Trident II robotar